# Галк (футболіст)
Живані́лдо Вієйра́ де Со́уза (порт. Givanildo Vieira de Souza, нар. 25 липня 1986 року Кампіна-Гранді, Бразилія), більш відомий як Галк (англ. Hulk, португальською вимовляється як Улк) — бразильський футболіст, нападник «Атлетіку Мінейру»». Живанілдо отримав прізвисько Галк за схожість з персонажем коміксів.

## Кар'єра
Галк почав свою футбольну кар'єру в бразильській «Віторії», підписавши контракт із цією командою в 16 років. У лютому 2005 року уклав контракт з японським клубом «Кавасакі Фронталь». У Бразилії Галк грав на позиції півзахисника, в «Кавасакі Фронталь» — також у півзахисті. Дебют Галка відбувся 17 квітня 2005 року в матчі проти «Нагоя Грампус», а перший гол за «Кавасакі Фронталь» футболіст забив 2 липня 2005 року в матчі проти «Джубіло Івата».
2006 року Галк був відданий в оренду клубу «Консадоле Саппоро» з Саппоро, в новому клубі Галк мав виступати нападником. За рік у чемпіонаті Японії другого дивізіону Галк забив 25 м'ячів у 38 матчах, ставши одним з відкриттів першості Японії. 2007 рік Галк провів також в оренді, цього разу в клубі другого японського дивізіону «Токіо Верді». У 42 матчах за токійський клуб Галк забив 37 м'ячів. Повернувшись до «Кавасакі Фронталь», Галк був проданий за 5 млрд ієн «Токіо Верді», у першому японському дивізіоні Галк встиг забити 7 м'ячів у 13 матчах.
26 липня 2008 року Галк підписав контракт з португальським «Порту», сума трансферу склала € 5,5 млн.
19 лютого 2010 року Галк був дискваліфікований на 4 місяці за напад на стюардів після матчу 14-го туру чемпіонату Португалії, в якому «Порту» програв «Бенфіці» 0:1.

## Титули і досягнення
- Чемпіон Португалії (3):

«Порту»:  2008-09, 2010-11, 2011-12
- Володар Кубка Португалії (3):

«Порту»:  2008-09, 2009-10, 2010-11
- Володар Суперкубка Португалії (4):

«Порту»:  2009, 2010, 2011, 2012
- Переможець Ліги Європи (1):

«Порту»:  2010–11
- Чемпіон Росії (1):

«Зеніт»:  2014-15
- Володар Кубка Росії (1):

«Зеніт»:  2015-16
- Володар Суперкубка Росії (1):

«Зеніт»:  2015
- Чемпіонат Китаю з футболу (1):

«Шанхай СІПГ»: 2018
- Володар Суперкубка Китаю (1):

«Шанхай СІПГ»: 2019
- Чемпіон Бразилії (1):

«Атлетіку Мінейру»: 2021
- Переможець Ліги Мінейро (2):

«Атлетіку Мінейру»: 2021, 2022
- Володар Кубка Бразилії (1):

«Атлетіку Мінейру»: 2021
- Володар Суперкубка Бразилії (1):

«Атлетіку Мінейру»: 2022
- Срібний олімпійський призер: 2012
- Переможець Кубка конфедерацій: 2013